# CD1

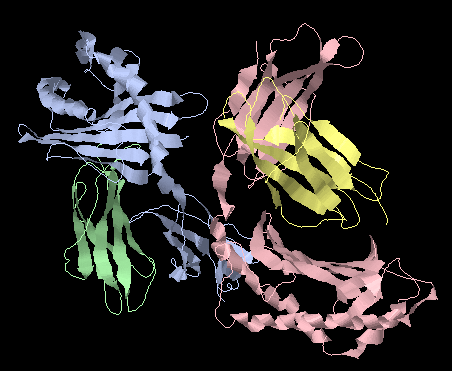
Structure protéique de CD1a

CD1 (cluster de différenciation 1) est une famille de glycoprotéines exprimées à la surface de différentes cellules présentatrices d'antigène (CPA) humaines. Ces protéines sont apparentées aux molécules du CMH de classe I et sont impliquées dans la présentation des antigènes lipidiques aux lymphocytes T. Cependant le rôle précis des protéines CD1 reste mal connu.

## Les différentes molécules CD1
Il existe 5 glycoprotéines CD1 chez l'humain (CD1A, CD1B, CD1C, CD1D et CD1E), classées dans deux groupes différents. Les molécules CD1 du groupe 1 sont exprimées par les cellules spécialisées dans la présentation d'antigènes alors que celles du groupe 2 sont exprimées par une plus grande variété de cellules.

### CD1A
CD1A (également appelée T6/Leu-6 ou hTa1) est une glycoprotéine de 37,172 kDa composée de 327 acides aminés chez l'humain. Elle est codée par le gène CD1A. Chez l'humain, ce gène de 4,0 kb est constitué de 6 exons et se situe sur le chromosome 1 (locus 1q22-q23). 
CD1A est exprimée à la surface de cellules spécialisées dans la présentation d'antigènes et est donc classée dans le groupe 1.

### CD1B
CD1B est constituée de 333 acides aminés et a un poids moléculaire de 36,94 kDa chez l'humain. Le gène CD1B humain est situé sur le chromosome 1 (locus 1q22-q23). Ce gène de 3,0 kb est constitué de 6 exons.  
Comme CD1A, CD1B fait partie du groupe 1.

### CD1C
CD1C est une glycoprotéine composée de 333 acides aminés dont le poids moléculaire est de 37,654 kDa chez l'humain. Le gène CD1C humain (3,0 kb) est situé sur le chromosome 1 (locus 1q22-q23) et composé de 6 exons.
CD1C est membre du groupe 1, comme CD1A et B.

### CD1D
La glycoprotéine CD1D, également connue sous le nom R3G1, est composée de 335 acides aminés et a un poids moléculaire de 37,717 kDa chez l'humain. Le gène CD1D humain est situé sur le chromosome 1 (locus 1q22-q23). Constitué de 7 exons, ce gène a une taille de 6,0 kb.
CD1D est l'unique membre du groupe 2.

### CD1E
Chez l'humain, CD1E (ou R2G1) est composée de 322 acides aminés et a un poids moléculaire est de 35,986 kDa. Le gène humain CD1E (2 kb) est constitué de 5 exons et localisé sur le chromosome 1 (locus 1q22-q23). 
CD1E n'est classée ni dans le groupe 1 ni dans le groupe 2. Il s'agit en effet d'une forme intermédiaire, qui contrairement aux autres CD1s, n'est pas exprimée à la surface des cellules. CD1E est exprimée intracellulairement, localisée au niveau du Golgi, des endosomes et des lysosomes.

## Rôle chez l'humain

### Groupe 1
Les molécules CD1 du groupe 1 interviennent dans la présentation des antigènes lipidiques étrangers, notamment de certains composants de la paroi mycobactérienne, aux lymphocytes T. 

### Groupe 2
Les antigènes naturels présentés par les molécules CD1 du groupe 2 (CD1D) ne sont pas bien caractérisées actuellement. Cependant un glycolipide synthétique, l'alpha-galactosylceramide, formé à partir d'un composé qui se trouve naturellement dans l'éponge marine, induit une réaction immunitaire en liant CD1D. L'alpha-galactosylceramide est actuellement utilisé en essais cliniques de phase I pour le traitement de cancers non-hématologiques avancés.
Les molécules CD1 du groupe 2 activent les lymphocytes NKT, groupe de lymphocytes T exprimant des marqueurs de surface des cellules NK tels que CD161. Après leur activation par les antigènes présentés par CD1D, les cellules NKT produisent rapidement des cytokines Th1 et Th2, telles que l'interféron-gamma et l'IL-4.

### CD1E
CD1E n'étant pas exprimée à la surface des cellules, cette protéine n'interviendrait pas directement dans la présentation des antigènes. Cependant, CD1E serait impliquée dans la préparation intracellulaire de certains glycolipides afin qu'ils puissent être présentés aux cellules T par d'autres protéines CD1. Malgré ça le rôle de cette protéine reste mal connu.

## CD1 chez la souris et chez les bovins
Les souris ne possèdent pas de molécules CD1 de groupe 1. À l'inverse elles possèdent deux copies de CD1D. Les souris sont donc très utilisées pour étudier et comprendre le rôle de CD1D et des cellules NKT dans différentes maladies.
Il a été récemment montré que les bovins ne possèdent pas de molécules CD1 du groupe 2 (CD1D), et qu'ils possèdent un plus grand nombre de molécules CD1 de groupe 1. Ils pourraient donc être utilisées pour étudier le système de présentation d'antigène impliquant les molécules CD1 du groupe 1.